# Stenocereus quevedonis
Stenocereus quevedonis är en kaktusväxtart som först beskrevs av J.G. Ortega, och fick sitt nu gällande namn av Franz Buxbaum. Stenocereus quevedonis ingår i släktet Stenocereus och familjen kaktusväxter. Inga underarter finns listade i Catalogue of Life.